# 닌텐도 월드 챔피언십 NES 에디션
《닌텐도 월드 챔피언십 NES 에디션》(영어: Nintendo World Championships: NES Edition, 일본어: Nintendo World Championships ファミコン世界大会)는 닌텐도 기획제작본부와 인디즈제로가 개발하고 닌텐도가 배급한 2024년 비디오 게임이다. 닌텐도 오브 아메리카가 비정기적으로 개최하는 닌텐도 월드 챔피언십 대회에 기반했다. 닌텐도 스위치 플랫폼으로 제작돼 2024년 7월 18일 닌텐도 e숍으로 디지털 출시됐다.

## 반응
리뷰 애그리게이터 웹사이트 메타크리틱에서 73/100점을 기록해 "복합적 및 평균적인 평가"를 받았다.

### 내용주
1. ↑  Score based on 65 reviews

### 참조주
1. 1 2  “Nintendo World Championships: NES Edition - Reviews”. 《Metacritic》. 2024년 8월 4일에 확인함.